# Platja La Huelga i platja de la Canalina
La Platja la Huelga, es troba en la desembocadura del riu Sant Cecilio i molt prop d'ella poden contemplar-se un aiguamoll.
Es troba a pocs quilòmetres de la localitat de Hontoria.
Aquesta platja és considerada paisatge protegit, des del punt de vista mediambiental (per la seva vegetació i també per les seves característiques geològiques). Per aquest motiu està integrada en el Paisatge Protegit de la Costa Oriental d'Astúries.
Per la seva banda la platja de la Canalina, que no existeix amb pleamar, se situa en una zona escarpada de roques calcàries, pasturatges i terrenys de cultiu. Al no ser de fàcil accés (ja que s'arriba a ella a través d'un camí de ciment llaurat sobre la roca) i desaparèixer segons la marea, és poc freqüentada.

## Descripció
La platja de la Huelga presenta una forma triangular i a l'est d'ella se situa la de la Canalina, protegida per un penya-segat. Es troben en un entorn rural d'una perillositat mitjana. A la primera es pot accedir en vehicle pràcticament fins a la sorra, mentre que a la de la Canalina és per als vianants, encara que inferior a mitjà quilómetro.